# Раст, Камилла
Камилла Раст (нем. Camille Rast; род. 9 июля 1999, Vétroz, Вале) — швейцарская горнолыжница, чемпионка мира 2025 года, участница зимних Олимпийских игр 2022 года.

## Биография и спортивная карьера
Раст встала на лыжи в возрасте двух лет, а участвовала в соревнованиях с пятилетнего возраста. В ноябре 2015 года впервые приняла участие в гонках FIS. 22 октября 2016 года в возрасте 17 лет она дебютировала на этапе Кубка мира в австрийском Зёльдене, заняв 60-е место. 8 декабря 2016 года Раст впервые поднялась на подиум Кубка Европы, заняв 3-е место в гигантском слаломе.
На чемпионате мира среди юниоров 2017 года в Оре Раст выиграла золотую медаль в слаломе, а на чемпионате мира среди юниоров 2018 года в Давосе праздновала победу в командных соревнованиях. Не смогла участвовать в соревнованиях в сезоне 2017/18 годов, так как переболела железистой лихорадкой Пфайффера. В сезоне 2018/19 годов Раст смогла вернуться к стартам и заняла второе место в гигантском слаломе на чемпионате мира среди юниоров 2019 года. В конце сезона на чемпионате Швейцарии стала чемпионкой в гигантском слаломе, опередив Венди Холденер. На следующий день в слаломе Раст упала, порвав крестообразную связку и повредив мениск. Оперативное вмешательство проводилось только после продолжительной реабилитации.
В начале сезона 2020/21 годов Раст вернулась к соревновательной деятельности. 12 января 2021 года заняла шестое место в слаломе на этапе Кубка мира в Флахау. Приняла участие в чемпионате мира в Италии, где заняла восьмое место в слаломе.
На Олимпийских играх 2022 года принимала участие в слаломном спуске и заняла итоговое седьмое место. В гигантском слаломе была 16-й.
В начале сезона 2024/25 годов Камилла впервые поднялась на подиум этапа Кубка мира, заняв третье место в слаломе на соревнованиях в Обергургле. 1 декабря выиграла слалом в американском Киллингтоне. 14 января 2025 года победила в слаломе в австрийском Фалаху и возглавила зачёт Кубка мира после 15 этапов. 
15 февраля 2025 года выиграла золото в слаломе на чемпионате мира в Зальбахе, опередив Венди Хольденер на 0,46 сек. Все остальные проиграли Раст более 1,3 сек.
В Кубке мира 2024/25 в итоге заняла высшее в карьере шестое место в общем зачёте (736 очков), а в зачёте слалома стала третьей (492 очка).

## Выступления на крупнейших соревнованиях

### Зимние Олимпийские игры
| Олимпийские игры | Скоростной спуск | Супергигант | Гигантский слалом | Слалом | Комбинация | Команды |
| ---------------- | ---------------- | ----------- | ----------------- | ------ | ---------- | ------- |
| 2022 Пекин       | —                | —           | 16                | 7      | —          | —       |

### Чемпионаты мира
| Чемпионат мира         | Скоростной спуск | Супергигант | Гигантский слалом | Слалом | Комбинация | Команды | Паралл. гигантский слалом |
| ---------------------- | ---------------- | ----------- | ----------------- | ------ | ---------- | ------- | ------------------------- |
| 2017 Санкт-Мориц       | —                | —           | 28                | —      | —          | 4       | —                         |
| 2021 Кортина-д’Ампеццо | —                | —           | —                 | 8      | —          | 4       | —                         |
| 2023 Мерибель          | —                | —           | 14                | 27     | —          | —       | 12                        |
| 2025 Зальбах           | —                | —           | 11                | 1      | 7          | —       | —                         |

#### Победы на этапах Кубка мира (2)
| № | Сезон   | Дата        | Место      | Дисциплина |
| - | ------- | ----------- | ---------- | ---------- |
| 1 | 2024/25 | 1 дек 2024  | Киллингтон | Слалом     |
| 2 | 2024/25 | 14 янв 2025 | Флахау     | Слалом (2) |